# Росвил (Илиноис)
Росвил (енгл. Rossville) град је у америчкој савезној држави Илиноис.

## Демографија
По попису из 2010. године број становника је 1.331, што је 114 (9,4%) становника више него 2000. године.
| Група             | 2000.         | 2010.         |
| Белци             | 1.179 (96,9%) | 1.239 (93,1%) |
| Афроамериканци    | 3 (0,2%)      | 12 (0,9%)     |
| Азијати           | 1 (0,1%)      | 4 (0,3%)      |
| Хиспаноамериканци | 26 (2,1%)     | 50 (3,8%)     |
| Укупно            | 1.217         | 1.331         |